# Death to Tyrants
Death to Tyrants is het achtste studioalbum van de Amerikaanse punkband Sick of It All. Het album werd uitgegeven op 18 april 2006 via Abacus Recordings, een sublabel van Century Media Records, en is het eerste studioalbum sinds de uitgave van Built to Last in 1997 dat niet via Fat Wreck Chords is uitgegeven. Het album is later enkele keren heruitgegeven.

## Nummers
De laatste track, waarop het nummer "Don't Join the Crowd" staat, is een bonustrack die alleen op de Europese versies van het album te horen is.
1. "Take the Night Off" - 2:42
2. "Machete" - 2:05
3. "Preamble" - 0:27
4. "Uprising Nation" - 2:23
5. "Always War" - 2:03
6. "Die Alone" - 2:34
7. "Evil Schemer" - 2:42
8. "Leader" - 1:12
9. "Make a Mark" - 3:08
10. "Forked Tongue" - 1:30
11. "The Reason" - 2:05
12. "Faithless" - 2:51
13. "Fred Army" - 2:43
14. "Thin Skin" - 2:13
15. "Maria White Trash" - 2:50
16. "Don't Join the Crowd" - 2:56

## Band
- Lou Koller - zang
- Pete Koller - gitaar
- Craig Setari - basgitaar
- Armand Majidi - drums